# REIMAHG

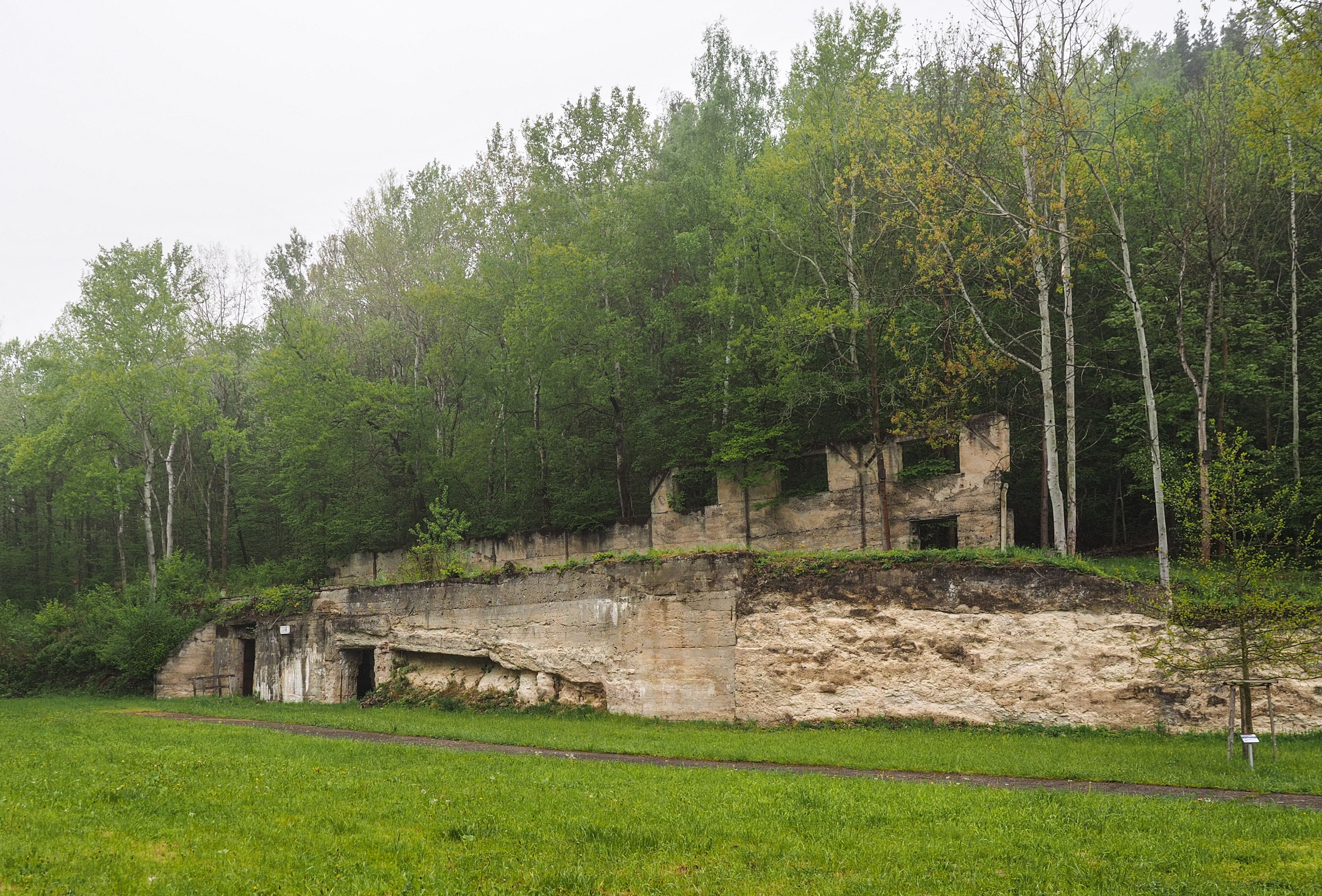
Reste der Außenanlagen des unterirdischen REIMAHG-Werks Walpersberg bei Kahla

Die REIMAHG (Abkürzung von Reichsmarschall Hermann Göring) war in den Jahren 1944/1945 ein unterirdisches Rüstungswerk im Walpersberg bei Kahla in Thüringen. Hier sollte die Messerschmitt Me 262, der erste in Serie gebaute Strahljäger, produziert werden. Der Name des Oberbefehlshabers der deutschen Luftwaffe wurde von Fritz Sauckel, dem Gauleiter Thüringens und gleichzeitigem Reichsbevollmächtigten für den Arbeitseinsatz, gewählt, um sich im Kampf um Kompetenzen im NS-Staat zu profilieren.

## Entstehung
Sauckel benannte den Gau Thüringen als Schutz- und Trutzgau für den Führer. Dieser Gau sollte nach einem möglichen kurzzeitigen Friedensschluss von deutscher Seite den Mittelpunkt des Neuaufbaus des Deutschen Reichs nach Kriegsende bilden. So bemühte er sich verstärkt darum, prestigeträchtige Vergeltungswaffen in Thüringen produzieren zu lassen. Aus diesem Grund wurden neben der REIMAHG auch viele weitere Untertageprojekte in Thüringen realisiert.
1943 inspizierten Geologen, Techniker und Politiker das Gelände in und um Kahla. Besonders der Walpersberg mit seinem durch den untertägigen Sandabbau der nahen Porzellanindustrie vorhandenen weitläufigen Stollensystem war von Interesse. Am 1. März 1944 wurde entschieden, in dem 20 Kilometer langen Stollensystem ein Flugzeugwerk zu errichten. Der an diesem Tag durch das Reichsministerium für Rüstung und Kriegsproduktion gegründete neue Stab nannte sich fortan „Jägerstab“ und sollte die Luftwaffenproduktion sichern, um somit die Lufthoheit wiedergewinnen zu können. Der Baustab Schlempp wurde dem „Jägerstab“ unterstellt. Er sollte die Versorgung mit Arbeitskräften, d. h. den Bau von Arbeitslagern, sicherstellen. Der „Jägerstab“ sollte alle Mittel bekommen, um seine Ziele zu verwirklichen.
Am 8. März 1944 schrieb Sauckel in einem Brief an Hermann Göring:

„Im Rahmen des Jägerbauprogrammes habe ich in meiner Eigenschaft als Stiftungsführer der Gustloff-Werke diese beauftragt, sofort mit der größten Intensität die Produktion im Rahmen dieses Programms aufzunehmen. Die Produktion kann nahe der Stadt Kahla (Saaletal) in den Gängen der Kaolin-Stollen der Porzellanfabrik aufgenommen werden. Die vorhandenen Stollen sind im Durchschnitt 3 – 3½ m breit und 3 m hoch und können entsprechend erweitert und vermehrt werden. Die gesamte nutzbare Fläche beträgt etwa 10 000 m². Die Gänge sind absolut trocken und können mit verhältnismäßig leichter Mühe staubfrei gemacht werden. Der überdeckende Berg hat im Durchschnitt etwa 35 – 50 m gewachsenen Boden. Ich bitte um Ihre Zustimmung, dieses Unternehmen sofort durch die Gustloff-Werke starten zu lassen und die Fertigung einer bestimmten Type oder von Teilen, Motoren etc. festlegen zu wollen. Arbeitskräfte für diesen Zweck werden von mir schnellstens mobilisiert und auch einen Teil der Stamm –und Facharbeiter der Gustloff-Werke angeordnet werden.“

Göring, welcher bisher nur von der Gründung des „Jägerstabs“ gehört hatte, stimmte diesen Plänen zu. Sauckel hatte sich so zum wichtigsten Mann in Sachen REIMAHG gemacht, ohne auf die vom Generalfeldmarschall Erhard Milch angeordnete Hierarchie des „Jägerstabes“ zu achten, dessen Führer eigentlich Albert Speer war. Mit der Planung und Bauleitung beauftragte Sauckel im April 1944 den Weimarer Architekten Ernst Flemming.

## Produktionsziel
Produziert werden sollte die Messerschmitt Me 262, der erste in Serie gebaute Strahljäger. Laut Propaganda sollten 1200 Stück monatlich von der auf dem Bergrücken angelegten Startbahn den Berg verlassen, es wurden, je nach Quelle, jedoch nur 17–27 Einheiten hergestellt.

## Werke
Neben dem REIMAHG-Hauptwerk A bei Großeutersdorf (Codename „Lachs“) gab es noch das Werk E („Schneehase“) bei Kamsdorf und das Werk F („Pikrit“) in Krölpa. Alle Werke lagen in einer Entfernung von ca. 30 km, so dass kurze Transportwege garantiert waren.

### Werk A „Lachs“

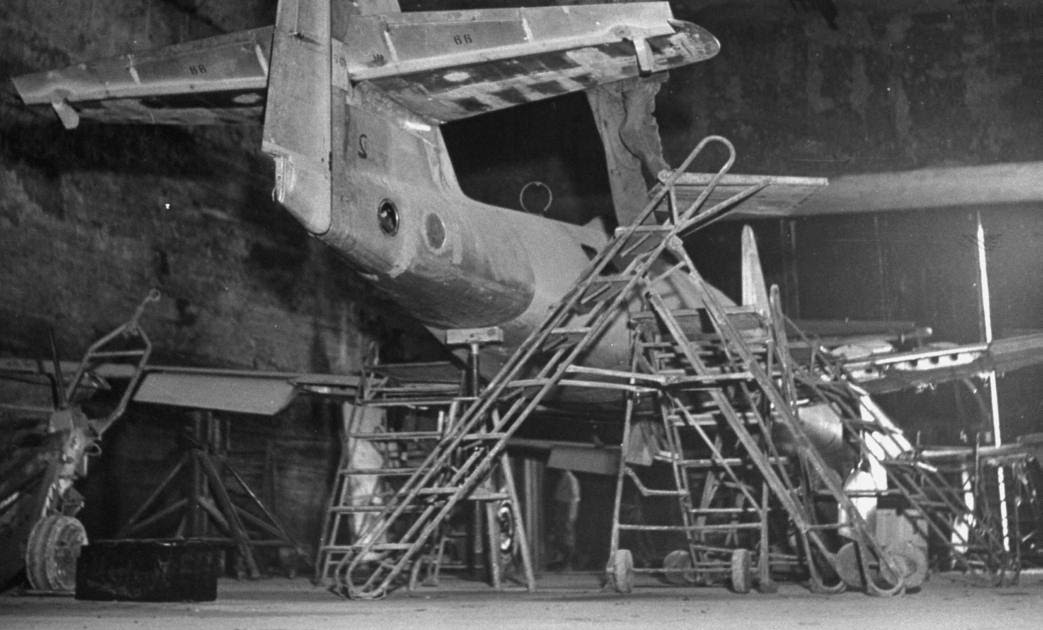
Unterirdische Produktion der Me 262 in Kahla

Die unterirdische Produktionsstätte bei Großeutersdorf war das Hauptwerk der REIMAHG GmbH. Mit ca. 250.000 m² gehörte es auch zu den größten unterirdischen Anlagen des Deutschen Reiches zu dieser Zeit. Die Messerschmitt 262 sollte in diesem Werk endmontiert werden. Es wurden ca. 15.000 Arbeiter eingesetzt und neben dem Stollensystem ca. 10 verschiedene Bunker geschaffen.
Nach 1945 wurde die Anlage geschleift. Das ehemalige Gelände ist heute im Besitz des „Geschichts- und Forschungsverein Walpersberg e. V.“ und wird durch diesen betreut und erhalten sowie im Rahmen von historischen Führungen zugänglich gemacht.

### Werk E „Schneehase“
Im Zweiten Weltkrieg wurden die Grubenbaue des Bergreviers Großkamsdorf von der REIMAHG GmbH in Besitz genommen, um im Grubenfeld des Ernstschachtes eine Untertagefabrik zu errichten. Es sollten BMW-003-Strahltriebwerke für die Me 262 gebaut werden. Aufgrund von Lieferengpässen musste auf die etwas leistungsschwächeren Jumo-004-Triebwerke ausgewichen werden. Der für den 1. November 1944 geplante Start der Fertigung verzögerte sich bis Kriegsende. Im sehr umfangreichen untertägigen Netz an Hohlräumen von ca. 100 km Gesamtlänge wurden für die U-Verlagerungen umfangreiche Schmalspurgleise mit der Spurweite von 90 cm verlegt, die durch einen neu angefertigten Eisenbahnstollen direkt nach draußen führten. So gewährleistete man einen raschen Abtransport der gefertigten Produkte sowie der Anlieferung von Rohprodukten. Diverse Funde einiger Motorenteile erlauben die Vermutung, dass die Fertigung in der Untertageverlagerung „Schneehase“ schon begonnen hatte, wenigstens eine Teilproduktion.
Beim Einmarsch der US-Amerikaner am 12. April 1945 wurde die (Teil)-Fertigung durch diese stillgelegt und die Arbeitskräfte befreit. Am 17. August 1946 begannen Demontagearbeiten der Anlagen und einige Zeit später sollte die Sowjetarmee die Stollenanlage sprengen. Es war geplant, große Teile des Grubensystems zu sprengen, dies wurde aber wie auch bei Kahla verfehlt und es stürzten nur einige Stollen ein. Etwa Mitte der 1970er wurde ein Teil der ehemaligen REIMAHG-Anlage für den Zivilschutz der DDR ausgebaut.
Heute sind noch einige Relikte im Besucherbergwerk Kamsdorf vorhanden; betonierte Böden, Gleisanlagen sowie Reste der Elektroinstallationen sind erkennbar.

### Werk F „Pikrit“ – Krölpa
Dieses System wurde 1944 vollständig neu aufgefahren. Es handelte sich um einen ca. 50 m langen Stollen und einen ca. 50 m langen Blindstollen, welcher nach 60 m vom Hauptstollen nach links abzweigt. In Krölpa sollte die Produktion von Flugzeugkleinteilen erfolgen. Diese wurde jedoch nie aufgenommen.

## Zwangsarbeit am Walpersberg

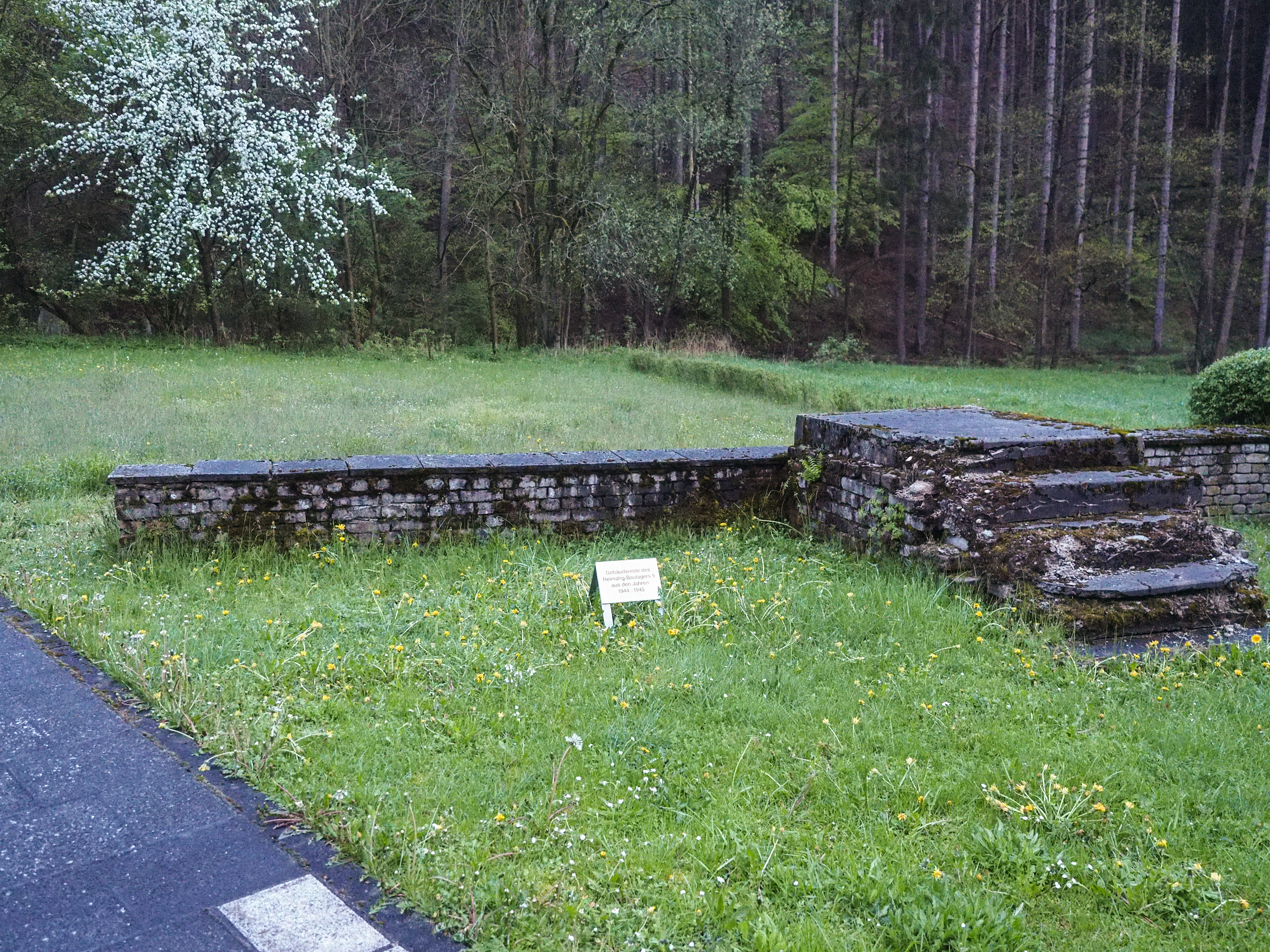
Reste des REIMAHG-Baulagers 5 im Leubengrund

In der Zeit des Nationalsozialismus wurden die Arbeiter verschiedenen Kategorien zugeordnet, darunter europäische Fremd- und Zwangsarbeiter, dienstverpflichtete Deutsche sowie Fachpersonal. Diese Gruppen kamen auch in dem Rüstungswerk „REIMAHG“ zum Einsatz.
Zu den Fremdarbeitern zählten vorwiegend Arbeiter aus dem Ausland, die nach Deutschland kamen und für ihre Arbeit entlohnt wurden. Diese Arbeiter wurden anfangs sogar angeworben. Mit der Propaganda-Zeitschrift Europa arbeitet in Deutschland, die in verschiedenen Sprachen verlegt wurde, sollten in den okkupierten Gebieten potentielle Arbeitskräfte mobilisiert werden, indem man den Freiwilligen einen guten Verdienst zusicherte. Die Lebensumstände in den Kriegsgebieten waren von Hunger und Elend geprägt, so dass dieses Angebot für viele eine Möglichkeit bot, für sich und ihre Familien das Überleben zu sichern. Sie wurden jedoch schnell von der Realität eingeholt. Lange Arbeitstage, geringe Nahrung und die steigende Bombardierung durch die Alliierten führten dazu, dass viele wieder Deutschland verlassen wollten.
Auf Grund dessen wurden immer mehr Fremdarbeiter zur Zwangsarbeit verpflichtet.
Zwangsarbeiter wurden aus vielen europäischen Ländern deportiert. Fritz Sauckel war gleichzeitig Reichsbevollmächtigter für den Arbeitseinsatz ausländischer Arbeitskräfte. Damit hatte er die Möglichkeit, die Arbeiter direkt nach Kahla deportieren zu lassen. Da es sich bei den Lagern in Kahla und Umgebung nicht um Konzentrationslager handelte, setzte man zum Bau dieser unterirdischen Anlagen auch keine jüdischen Häftlinge ein, wie es in Dora-Mittelbau bei Nordhausen der Fall war.
Insgesamt wurden etwa 12.000 bis 15.000 Zwangsarbeiter zum Bau der REIMAHG eingesetzt. Am 11. April 1944 kamen die ersten 500 Italiener nach Kahla. Sie wurden im Lager Rosengarten untergebracht und sollten vor allem die Infrastruktur für die nachfolgenden Transporte ausbauen. In den Folgemonaten bis März 1945 stieg die Zahl der ankommenden Transporte stetig an.
Die Zwangsarbeiter waren in insgesamt 21 Lagern untergebracht, die zeitgleich mit dem Werk errichtet wurden und in der Kürze der Zeit nur notdürftig den Erfordernissen an Hygiene und den notwendigen Lebensbedingungen entsprachen. Bis Kriegsende verschlechterten sich diese Lebensbedingungen für alle Arbeiter. Vor allem die Zwangsarbeiter litten unter den widrigen Arbeits- und Lebensbedingungen. Viele von ihnen sahen ihre Heimat nicht wieder. Dazu ein Bericht von „P. B.“:
„Am 9. August kamen wir am Bahnhof von Kahla an, ein bisher unbekannter Ort für uns. Jeder musste den Zug verlassen und wir marschierten zwei Stunden nach Eichenberg. Bei der Ankunft in Eichenberg bekam jeder von einem Bauer aus Eichenberg einen großen Löffel Milch. Auf der Wiese, wo wir standen, sollte Lager E gebaut werden. Bei Ankunft stand überhaupt noch nichts da und die ersten Tage schliefen wir unter blankem Himmel. Obwohl es nachts bereits kalt war, war das Wetter nicht schlecht.“
Für die meisten Zwangsarbeiter bestand ein zwölfstündiger Arbeitstag. Die weiteren Stunden teilten sich folgendermaßen auf:
5½ Stunden Ruhe, welche jedoch auch zur täglichen Hygiene verwendet werden mussten, und ca. zwei Stunden Marsch vom Lager zu den Arbeitsstätten und zurück. Dies variierte jedoch mit der Entfernung der Lager zur Einsatzstelle. Die Arbeiter, die im Leubengrund untergebracht waren, hatten aufgrund ihrer Anmarschstrecke weniger Zeit für persönliche Dinge, da die Arbeitszeit von 12 Stunden blieb. Zur Verpflegung hatte man drei Stunden Zeit. Dazu kam, dass je nach Größe der Lager auch die Warteschlange vor den Essenausgabestellen entsprechend lang war. Die verbleibenden zwei Stunden wurden mit Appellen ausgefüllt. Auch die Nahrungssituation wurde in den letzten Kriegsjahren immer angespannter. Es wurde alles rationiert, selbst die Festlegungen für die Mindestration wurden meistens nicht mehr eingehalten, da die Nahrungsmittel fehlten. In dieser Situation gab es auch diejenigen, die sich auf Grund ihrer Position mit den Verkauf von Lager-Lebensmitteln bereicherten. P. B. zur Nahrungssituation:
„Zu Essen bekamen wir fast nichts (am Tag ¾ Ltr Kohlrübensuppe und 150 Gramm Brot mit einem Löffel Fett oder Marmelade). Die Baracken waren fast unbewohnbar… es gab kaum eine Möglichkeit sich zu waschen, überall waren Läuse. Der Winter 1944–1945 war sehr kalt. Durch schlechte Kleidung und Unterernährung starben viele… Durchfall und Typhus, TBC und Dysenterie und Hunger waren die häufigste Todesursache. So gingen Tage und Monate vorbei. Viele Kameraden in den Baracken starben einen miesen Tod. Die Unterernährung und Krankheiten nagten an unseren ausgemergelten Körpern und trotzdem ging das Arbeiten weiter.“
Wie viele Tote es unter den Arbeitern gegeben hat, ist bis heute nicht geklärt. Die Zahlen schwanken zwischen der dokumentierten Zahl von 991 Toten und 6000 Toten. Am wahrscheinlichsten ist eine Schätzung, die von rund 2000 Toten ausgeht.
Viele der dienstverpflichteten Deutschen waren in wenigen Privatquartieren vor allem aber in den Lagern A – D untergebracht. Sie waren alle Fachkräfte und in Verwaltung, Bergbau und Handwerk eingesetzt, speziell aber in der „Stelle 0“. Dies war der erste unterirdische Bereich, in dem schon produziert wurde. Zu diesen Arbeitern kam noch die HJ. Sie wurde zum Bau sowie der Erweiterung der Startbahn und deren Räumung im Winter, aber auch für Zuarbeiten beim Gebäudebau eingesetzt. Dies unterstreicht nochmals deutlich den „totalen Kriegseinsatz“.
Trotz dieses beträchtlichen Arbeitsaufwandes wurde das Rüstungswerk REIMAHG nie vollständig fertiggestellt.

## Gedenken an die Opfer

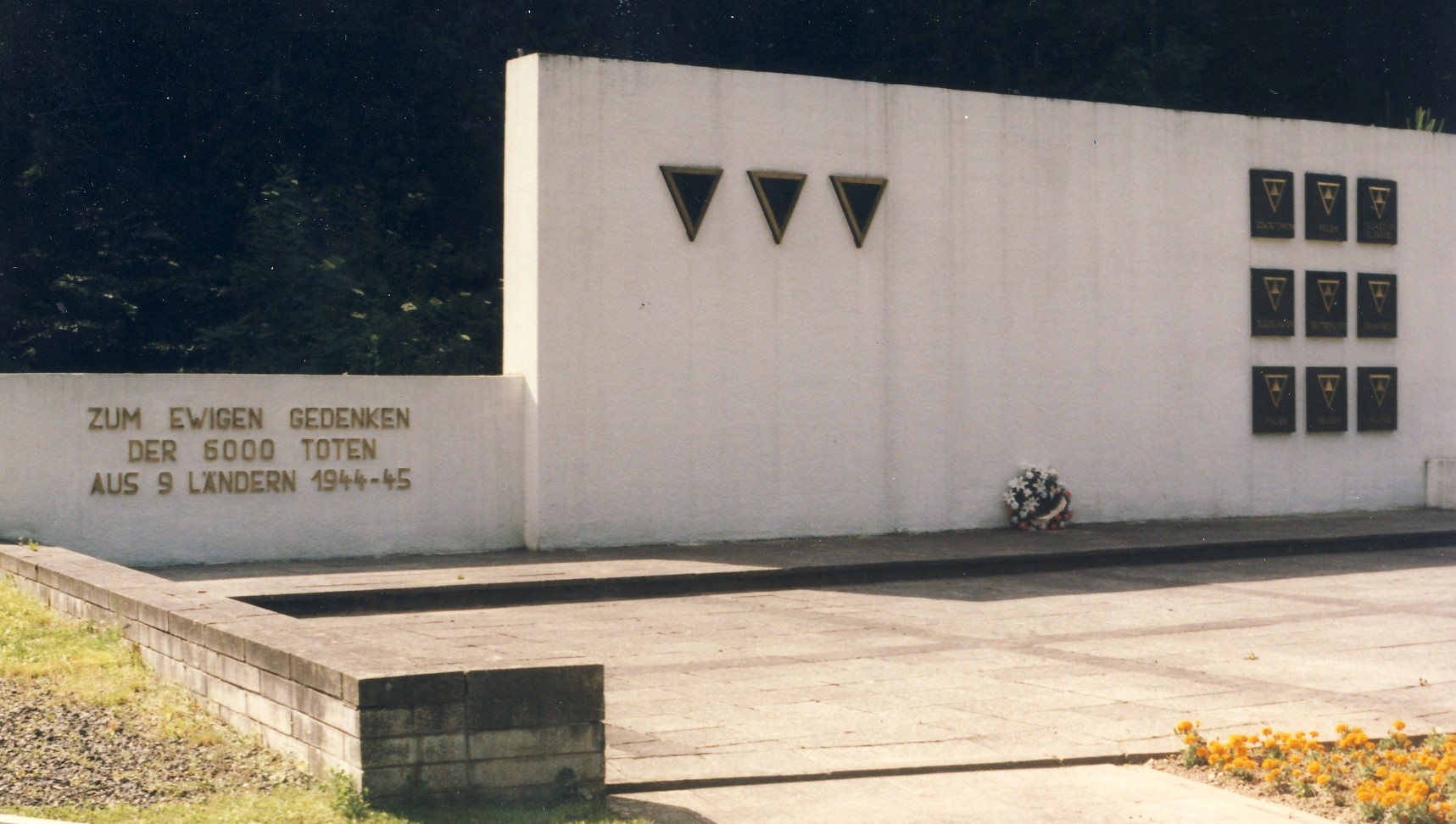
Gedenkstätte (von 1974) für Zwangsarbeiter im Leubengrund

Der Opfer wird auf unterschiedliche Art und Weise gedacht:
- Jährlich finden Gedenkfeiern der umliegenden Gemeinden an einem Wochenende um den 8. Mai statt. Seit vielen Jahren ist es Tradition, dass ehemalige Zwangsarbeiter der REIMAHG aus dem Ausland diese Zeremonien besuchen.
- Nahe dem Ort im Leubengrund (Lage→) erinnert seit 1974 ein monumentales Ehrenmal an die 6.000 Opfer der Zwangsarbeit für die Rüstungsproduktion der REIMAHG, die nach Deutschland verschleppt worden waren.
- An 33 Opfer der Zwangsarbeit erinnert ein Findling in Könitz mit der Aufschrift „Die Opfer mahnen“. 1989 ließ Italien einen weiteren Gedenkstein für seine umgekommenen Landsleute setzen.[3]
- Auf dem Fundament des Küchengebäudes des ehemaligen Lagers 2 erinnert eine Gedenktafel an die 27 Zwangsarbeiter aus Polen, die im Großeutersdorfer Forst Richtung Dienstädt begraben wurden.
- Ein Gedenkstein auf dem Friedhof von Kaulsdorf erinnert seit 1970 an 25 Opfer der Zwangsarbeit, die hunderte Menschen aus Osteuropa für den Bau von Rüstungsanlagen der REIMAHG verrichten mussten.
- Ein 1974 gesetzter Gedenkstein im Forst Richtung Orlamünde erinnert an die umgekommenen „Ostarbeiter“ des Lagers 3.[4]
- Die Stadt Lünen benannte zu Ehren von Günter Boas, eines Überlebenden der REIMAHG, eine Straße.
- Für die Opfer Inello Bezzi, Anselmo Guidi, Renato Guidi, Pierino Ruffini, Francesco Toschi und Ermete Zuccolini (alle aus Castelnovo ne’ Monti) sowie Roberto Carlini (aus Gombio) wurden in den Jahren 2016 und 2017 Stolpersteine in der Provinz Reggio Emilia verlegt. Zur Verlegung im Januar 2017 reiste die Bürgermeisterin von Kahla an. Die Verlegungen wurden von ISTORECO organisiert und durch den Künstler Gunter Demnig persönlich vorgenommen.[5]
- Denkmal für die 175 im Lazarett Neues Jagdschloss Hummelshain verstorbenen Zwangs- und Fremdarbeiter der REIMAHG im Schlosspark Hummelshain